# Nikolaï Tchoub
Nikolaï Alexandrovitch Tchoub (en russe : Николай Александрович Чуб), né le 10 juin 1984 à Novotcherkassk, est un cosmonaute russe.

## Biographie
Né le 10 juin 1984 à Novotcherkassk, Nikolaï Tchoub obtient un diplôme en management et informatique de l'Institut polytechnique de sa ville natale en 2006. Il obtient ensuite un diplôme en économie et gestion de l'économie nationale dans le même établissement.
Il est sélectionné en 2012 par l'agence Roscosmos et devient aspirant cosmonaute deux ans plus tard.
En 2019, il participe à l'opération ESA CAVES, organisée par l'Agence spatiale européenne.

## Missions spatiales

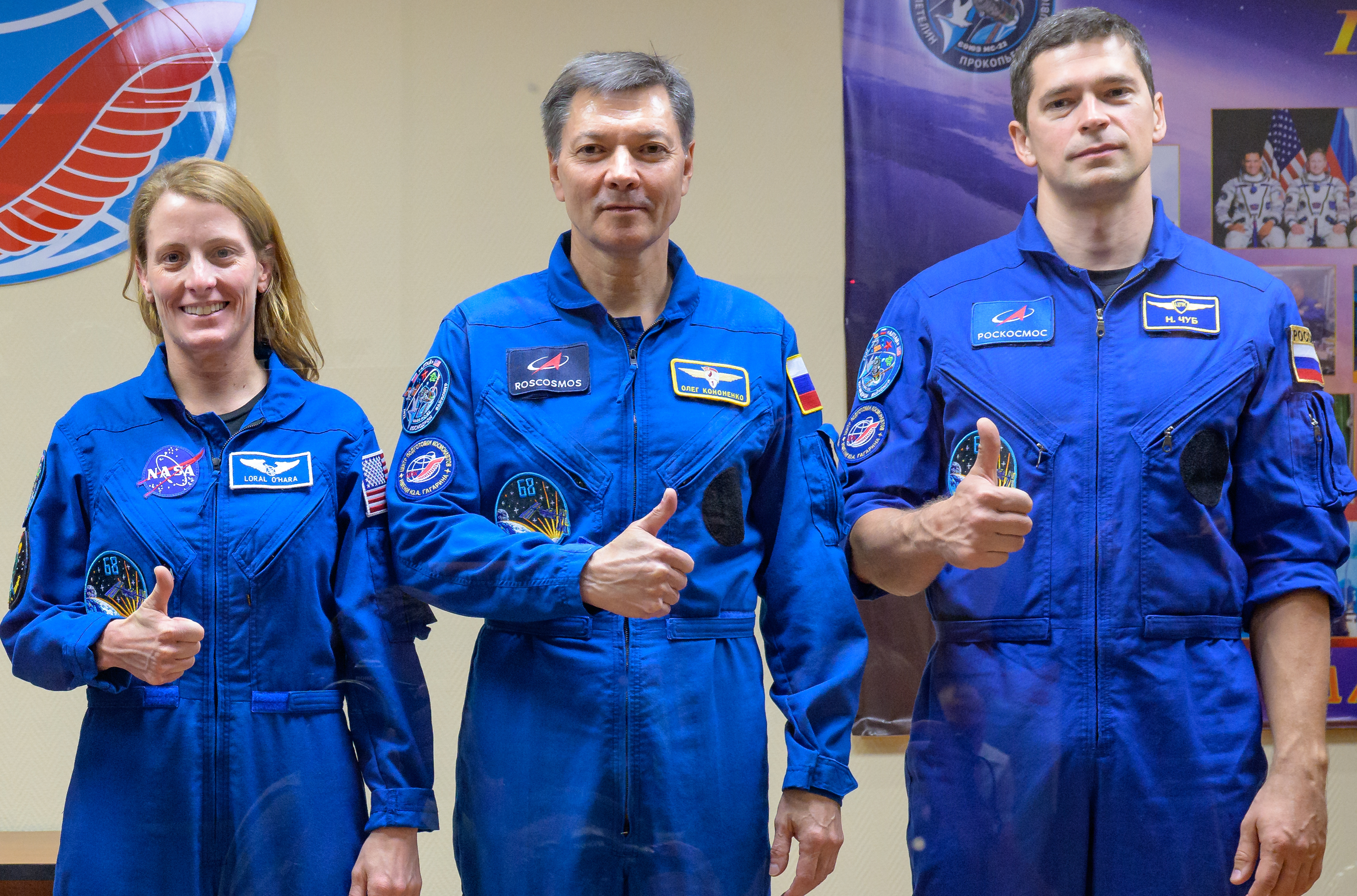
L'équipage de réserve de l'Expédition 68 Loral O'Hara (NASA), Oleg Kononenko et Nikolai Chub (Roskosmos), à droite, en quarantaine, à l'issue d'une conférence de presse, le mardi 20 septembre 2022, à l'hôtel Cosmonaut de Baïkonour, au Kazakhstan.

En septembre 2023, il rejoint l'ISS à bord du Soyouz MS-24 et participe aux expéditions 69, 70 et 71. Au cours de cette mission, il réalise deux sorties extravéhiculaires avec son commandant Oleg Kononenko, le 25 octobre 2023 et le 25 avril 2024. Il rentre sur Terre le 23 septembre 2024, à bord du Soyouz MS-25. Son vol avec Oleg Kononenko, d'une durée de 373 jours est le plus long du programme ISS.